# Liste des résolutions du Conseil de sécurité des Nations unies adoptées en 1956
Les résolutions du Conseil de sécurité des Nations unies sont les décisions qui sont votées par le Conseil de sécurité des Nations unies.
Une telle résolution est acceptée si au moins neuf des quinze membres (depuis le 17 décembre 1963, 11 membres avant cette date) votent en sa faveur et si aucun des membres permanents qui sont la Chine, les États-Unis, la France, le Royaume-Uni et l'Union soviétique (la Russie depuis 1991) n'émet de vote contre (qui est désigné couramment comme un veto).

## Résolutions 111 à 121
- Résolution 111 : la question de la Palestine (adoptée le 19 janvier 1956).
- Résolution 112 : admission de nouveaux membres : Soudan (adoptée le 6 février 1956).
- Résolution 113 : la question de la Palestine (adoptée le 4 avril 1956).
- Résolution 114 : la question de la Palestine (adoptée le 4 juin 1956).
- Résolution 115 : admission de nouveaux membres : Maroc (adoptée le 20 juin 1956).
- Résolution 116 : admission de nouveaux membres : Tunisie (adoptée le 26 juin 1956).
- Résolution 117 : Cour internationale de justice (adoptée le 6 septembre 1956).
- Résolution 118 : exigences quant au règlement de l'affaire de Suez (adoptée le 13 octobre 1956).
- Résolution 119 : plainte de l'Égypte (adoptée le 31 octobre 1956) .
- Résolution 120 : la situation en Hongrie (adoptée le 4 novembre 1956).
- Résolution 121 : admission d'un nouveau membre : Japon (adoptée le 12 décembre 1956).